# Saison 2025 de l'équipe cycliste Decathlon AG2R La Mondiale
La saison 2025 de l'équipe cycliste Decathlon AG2R La Mondiale est la trente-quatrième de cette équipe.

## Coureurs et encadrement technique

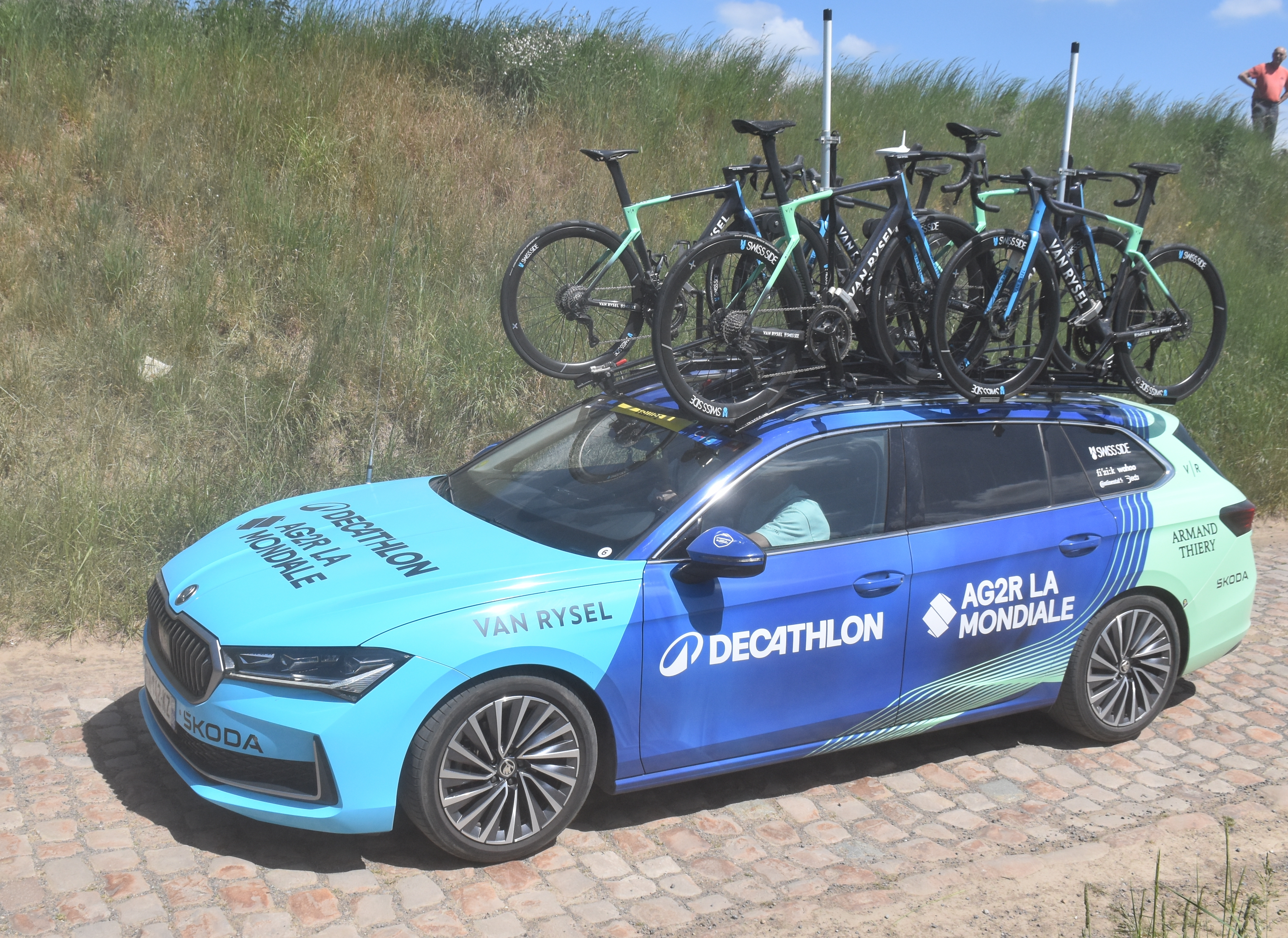
Véhicule Décathlon AG2R La Mondiale Team lors des Quatre Jours de Dunkerque 2025

### Effectif
| Coureur                 | Date de Nais.     | Nationalité | Équipe en 2024                              | Vict. | Cont.             | Maillot dist.             |
| ----------------------- | ----------------- | ----------- | ------------------------------------------- | ----- | ----------------- | ------------------------- |
| Bruno Armirail          | 11 avril 1994     | France      | Decathlon AG2R La Mondiale                  | 1     | 01/2024 - 12/2025 | - Contre-la-montre        |
| Sam Bennett             | 16 octobre 1990   | Irlande     | Decathlon AG2R La Mondiale                  | 4     | 01/2024 - 12/2025 |                           |
| Clément Berthet         | 2 août 1997       | France      | Decathlon AG2R La Mondiale                  | 0     | 08/2021 - 12/2025 |                           |
| Léo Bisiaux             | 14 février 2005   | France      | Decathlon AG2R La Mondiale Development Team | 1     | 01/2025 - 12/2028 |                           |
| Stefan Bissegger        | 13 septembre 1998 | Suisse      | EF Education-EasyPost                       | 0     | 08/2025 - 12/2026 |                           |
| Geoffrey Bouchard       | 1er avril 1992    | France      | Decathlon AG2R La Mondiale                  | 0     | 01/2019 - 12/2025 |                           |
| Oscar Chamberlain       | 15 janvier 2005   | Australie   | Decathlon AG2R La Mondiale Development Team | 0     | 01/2025 - 12/2027 |                           |
| Benoît Cosnefroy        | 17 octobre 1995   | France      | Decathlon AG2R La Mondiale                  | 1     | 08/2017 - 12/2025 |                           |
| Dries De Bondt          | 4 juillet 1991    | Belgique    | Decathlon AG2R La Mondiale                  | 0     | 01/2024 - 12/2025 |                           |
| Sander De Pestel        | 11 octobre 1998   | Belgique    | Decathlon AG2R La Mondiale                  | 0     | 01/2024 - 12/2025 |                           |
| Stan Dewulf             | 20 décembre 1997  | Belgique    | Decathlon AG2R La Mondiale                  | 0     | 01/2021 - 12/2026 |                           |
| Felix Gall              | 27 février 1998   | Autriche    | Decathlon AG2R La Mondiale                  | 0     | 01/2022 - 12/2026 |                           |
| Pierre Gautherat        | 16 janvier 2003   | France      | Decathlon AG2R La Mondiale                  | 1     | 01/2023 - 12/2026 |                           |
| Dorian Godon            | 25 mai 1996       | France      | Decathlon AG2R La Mondiale                  | 2     | 01/2019 - 12/2025 | - Route                   |
| Tord Gudmestad          | 8 mai 2001        | Norvège     | Uno-X Mobility                              | 0     | 01/2025 - 12/2026 |                           |
| Noa Isidore             | 17 septembre 2004 | France      | Decathlon AG2R La Mondiale Development Team | 0     | 01/2025 - 12/2026 |                           |
| Jordan Labrosse         | 15 septembre 2002 | France      | Decathlon AG2R La Mondiale                  | 0     | 08/2023 - 12/2025 |                           |
| Victor Lafay            | 17 janvier 1996   | France      | Decathlon AG2R La Mondiale                  | 0     | 01/2024 - 12/2025 |                           |
| Paul Lapeira            | 25 février 2000   | France      | Decathlon AG2R La Mondiale                  | 1     | 01/2022 - 12/2027 |                           |
| Oliver Naesen           | 16 septembre 1990 | Belgique    | Decathlon AG2R La Mondiale                  | 0     | 01/2017 - 12/2027 |                           |
| Aurélien Paret-Peintre  | 27 février 1996   | France      | Decathlon AG2R La Mondiale                  | 0     | 08/2018 - 12/2026 |                           |
| Rasmus Søjberg Pedersen | 9 juillet 2002    | Danemark    | Decathlon AG2R La Mondiale Development Team | 0     | 01/2025 - 12/2027 |                           |
| Nans Peters             | 12 mars 1994      | France      | Decathlon AG2R La Mondiale                  | 0     | 01/2017 - 12/2025 |                           |
| Gianluca Pollefliet     | 28 janvier 2002   | Belgique    | Decathlon AG2R La Mondiale                  | 0     | 01/2024 - 12/2026 |                           |
| Nicolas Prodhomme       | 1er février 1997  | France      | Decathlon AG2R La Mondiale                  | 6     | 01/2021 - 12/2026 |                           |
| Callum Scotson          | 10 août 1996      | Australie   | Team Jayco AlUla                            | 0     | 01/2025 - 12/2026 |                           |
| Paul Seixas             | 24 septembre 2006 | France      | Decathlon AG2R La Mondiale U19 Team         | 0     | 01/2025 - 12/2027 | - Contre-la-montre junior |
| Johannes Staune-Mittet  | 18 janvier 2002   | Norvège     | Team Visma-Lease a Bike                     | 0     | 01/2025 - 12/2027 |                           |
| Bastien Tronchon        | 29 mars 2002      | France      | Decathlon AG2R La Mondiale                  | 1     | 01/2023 - 12/2025 |                           |
| Andrea Vendrame         | 20 juillet 1994   | Italie      | Decathlon AG2R La Mondiale                  | 1     | 01/2020 - 12/2025 |                           |

## Champions nationaux, continentaux et mondiaux
| Date         | Course                                      | Maillot | Coureurs       | Pays   | Lieu         |
| ------------ | ------------------------------------------- | ------- | -------------- | ------ | ------------ |
| 26 juin 2025 | Championnat de France du contre-la-montre   |         | Bruno Armirail | France | Les Herbiers |
| 29 juin 2025 | Championnat de France de cyclisme sur route |         | Dorian Godon   | France | Les Herbiers |